# Каркас (дерево)
Карка́с (лат. Céltis) — род листопадных, реже вечнозелёных деревьев семейства Коноплёвые (Cannabaceae).

## Ботаническое описание
Деревья высотой до 10—25 м, редко до 40 м.
Листорасположение очерёдное. Листья простые, жёсткие, плотные, несимметричные, длиной 3—15 см, овально-заострённой формы и равномерно распределёнными по краям зубцами и 3 жилками в основании.
Небольшие обоеполые и тычиночные цветки появляются ранней весной. Мужские цветки более длинные и распушённые. Женские цветки зеленоватые и более округлые. Околоцветник простой, четырёх-семичленный. Расположенные в пазухах листьев или в верхней части побегов обоеполые цветки имеют четыре—семь тычинок и верхнюю одногнёздную завязь с двумя крупными железистыми рыльцами; тычиночные цветки с четырьмя—семью тычинками, собраны в пучки расположенные в нижней части годичного побега.
Плод представляет собой небольшую, почти шаровидную костянку диаметром 6—10 мм, с ячеистой или морщинистой косточкой и суховатой, но сладкой мякотью, съедобную у многих видов. Семена с небольшим эндоспермом и зародышем с широкими плоскими семядолями. Плоды по созревании долго держатся на деревьях.
Цветёт одновременно с листораспусканием. Начинает плодоносить с 10—20 лет.
| |  |  |
| Слева направо: Кора в нижней части ствола (Каркас китайский). Листья (Каркас сетчатый). Плоды (Каркас западный). |  |  |

## Распространение и экология
Представители рода произрастают в тропиках и засушливых районах умеренной зоны западного и восточного полушарий.
Обычно растут на открытых склонах, с сухой каменистой почвой, в нижней полосе лесного пояса на скалах или опушках леса, чаще на известьсодержащих горных породах.
Растёт медленно. Живёт до 500 лет.
Виды Каркаса используются в качестве пищевых растений гусеницами некоторых чешуекрылых. По большей части это бабочки семейства нимфалид, из них наиболее часто выделяют род Libythea и некоторых из подсемейства Apaturinae:
- Acytolepis puspa (Common Hedge Blue) — питаются каркасом китайским (Celtis sinensis)
- Asterocampa celtis
- Носатка (Libythea celtis)
- Libythea lepita (Common Beak)
- Libythea myrrha (Club Beak) — питаются видом Celtis tetranda
- Крапивница большая (Nymphalis xanthomelas) (Scarce Tortoiseshell) — питаются каркасом южным (Celtis australis)
- Celtis brasiliensis Sasakia charonda (дневная бабочка семейства Нимфалиды) — гусеницы питаются видами каркас китайский (Celtis sinensis) и Celtis jessoensis

а также один вид семейства Saturniidae:
- Automeris io (Io Moth) — питаются видом Celtis laevigata.

Фитопатогенный базидиомицетный гриб Perenniporia celtis впервые был описан как паразитирующий на Каркасе. Некоторым видам Каркаса угрожает разрушение среды обитания.

## Значение и применение
Несколько видов выращиваются как декоративные деревья, ценимые за их стойкость к засухе. Они часто становятся достопримечательностями в дендрариях и ботанических садах, в особенности в Северной Америке. Каркас используются для озеленения ландшафтов и в защитном лесоразведении.
В культуре бонсай используется каркас китайский (Celtis sinensis).
Некоторые виды, включая каркас западный (Celtis occidentalis) и Celtis brasiliensis являются медоносными растениями и источником пыльцы для пчёл.
Дерево имеет крепкую, гибкую, очень твёрдую древесину с серо-бурым ядром, используемую в столярном, резном и токарном деле, идёт на изготовление духовых инструментов.
Ягоды часто употребляются в пищу. Семена содержат масло, напоминающее по вкусу миндальное. Корейский чай gamro cha содержит листья каркаса китайского.
Молодые листья также идут на корм шелковичным червям и скоту; кора — на дубление и окраски кож.

## Классификация

### Таксономия
Ранее каркас включали в семейство Вязовые (Ulmaceae) или выделяли в отдельное семейство Celtidaceae.
Согласно системе APG II, род Каркас входит в семейство Коноплёвые (Cannabaceae) порядка Розоцветные (Rosales).
|  |                                      |  |                                                             |                                                             |                      |  | ещё 8 семейств (согласно Системе APG II) |             |             |                |
|  |                                      |  |                                                             |                                                             |                      |  |                                          |             |             | около 70 видов |
|  |                                      |  |                                                             | порядок Розоцветные                                         |                      |  |                                          |             | род Каркас  |                |
|  |                                      |  |                                                             | порядок Розоцветные                                         |                      |  |                                          |             | род Каркас  |                |
|  | отдел Цветковые, или Покрытосеменные |  |                                                             |                                                             | семейство Коноплёвые |  |                                          |             |             |                |
|  | отдел Цветковые, или Покрытосеменные |  |                                                             |                                                             |                      |  |                                          |             |             |                |
|  |                                      |  | ещё 44 порядка цветковых растений (согласно Системе APG II) | ещё 44 порядка цветковых растений (согласно Системе APG II) |                      |  |                                          | ещё 9 родов | ещё 9 родов |                |
|  |                                      |  |                                                             | ещё 44 порядка цветковых растений (согласно Системе APG II) |                      |  |                                          |             | ещё 9 родов |                |

### Виды
По данным The Plant List на 2013 год, род насчитывает около 70 видов:
- Celtis adolfi-friderici Engl.
- Celtis affinis De Wild.
- Celtis africana Burm.f.
- Celtis australiensis Sattarian
- Celtis australis L. typus[2] — Каркас южный
- Celtis balansae Planch.
- Celtis bequaertii De Wild.
- Celtis berteroana Urb.
- Celtis bifida Leroy
- Celtis biondii Pamp.
- Celtis boninensis Koidz.
- Celtis brasiliensis (Gardner) Planch.
- Celtis bungeana Blume — Каркас Бунге
- Celtis caudata Planch.
- Celtis caucasica Planch. — Каркас кавказский
- Celtis cerasifera C.K.Schneid.
- Celtis chekiangensis C.C.Cheng
- Celtis chichape (Wedd.) Miq.
- Celtis choseniana Nakai
- Celtis conferta Planch.
- Celtis crenata (Wedd.) Planch.
- Celtis dubia De Wild.
- Celtis edulis Nakai
- Celtis ferarum Standl. & L.O.Williams
- Celtis fragifera A.Chev.
- Celtis gomphophylla Baker
- Celtis harperi Horne ex Baker
- Celtis hildebrandii Soepadmo
- Celtis hypoleuca Planch.
- Celtis iguanaea (Jacq.) Sarg.
- Celtis ituriensis De Wild.
- Celtis jamaicensis Planch.
- Celtis jessoensis Koidz.
- Celtis julianae C.K.Schneid.
- Celtis koraiensis Nakai — Каркас корейский
- Celtis laevigata Willd.
- Celtis latifolia (Blume) Planch.
- Celtis lindheimeri Engelm. ex K.Koch
- Celtis loxensis C.C.Berg
- Celtis luzonica Warb.
- Celtis madagascariensis Sattarian
- Celtis mildbraedii Engl.
- Celtis occidentalis L. — Каркас западный
- Celtis orthocanthos Planch.
- Celtis pacifica Planch.
- Celtis pallida Torr.
- Celtis paniculata (Endl.) Planch.
- Celtis petenensis Lundell
- Celtis philippensis Blanco
- Celtis planchoniana K.I.Chr.
- Celtis prantlii Priemer ex Engl.
- Celtis rendleana G.Taylor.
- Celtis rigescens (Miq.) Planch.
- Celtis rubrovenia Elmer
- Celtis salomonensis Rech.
- Celtis schippii Standl.
- Celtis scotellioides A.Chev.
- Celtis sinensis Pers. — Каркас китайский
- Celtis solenostigma Unwin
- Celtis spinosa Spreng.
- Celtis tala Gillies ex Planch.
- Celtis tenuifolia Nutt.
- Celtis tessmannii Rendle
- Celtis tetrandra Roxb. — Каркас четырёхтычинковый
- Celtis tikalana Lundell
- Celtis timorensis Span.
- Celtis toka (Forssk.) Hepper & J.R.I.Wood
- Celtis tournefortii Lam.
- Celtis trinervia Lam.
- Celtis tupalangi Vassilcz.
- Celtis vandervoetiana C.K.Schneid.
- Celtis vitiensis A.C.Sm.
- Celtis zenkeri Engl.